# Пляжний будиночок (фільм)
«Пляжний будиночок» (італ. Casotto) — італійська кінокомедія 1977 року, знята режисером Серджо Чітті на кіностудії «Medusa».

## Сюжет
Літо. Неділя. Пляж Лідо-ді-Остії, недалеко від Риму. Безліч людей та історій: жіноча баскетбольна команда; два схиблені на фітнесі солдати; два заправники з бензоколонки та їх подруги; священик та його секрет; бабуся, дідусь та їхня вагітна внучка; молода пара намагається вперше зайнятися сексом. І так далі.

## У ролях
- Маріанджела Мелато — Джулія
- Джоді Фостер — Терезіна Феделі
- Флора Карабелла — няня
- Клара Альгранті — роль другого плану
- Массімо Бонетті — роль другого плану
- Кеті Маршан — роль другого плану
- Франко Чітті — Нандо
- Карло Кроччоло — Карло
- Анна Мелато — Байс
- Нінетто Даволі — роль другого плану
- Мікеле Плачидо — Вінчентіно
- Джіджі Пройєтті — Джіджі
- Джанні Ріццо — тренер
- Франка Сканьєтті — роль другого плану
- Паоло Стоппа — дідусь
- Катрін Денев — жінка мрії
- Джанріко Тондінеллі
- Уго Тоньяцці — Альфредо Черкетті
- Улла Йоханнсен — роль другого плану

## Знімальна група
- Режисер — Серджо Чітті
- Сценаристи — Серджо Чітті, Вінченцо Черамі
- Оператор — Тоніно Деллі Коллі
- Композитор — Джанні Мацца
- Художник — Данте Ферретті
- Продюсери — Мауро Берарді, Джанфранко Піччолі